# Desmodium elatum
Desmodium elatum är en ärtväxtart som beskrevs av Dc. Desmodium elatum ingår i släktet Desmodium och familjen ärtväxter. Inga underarter finns listade i Catalogue of Life.